# جباريات

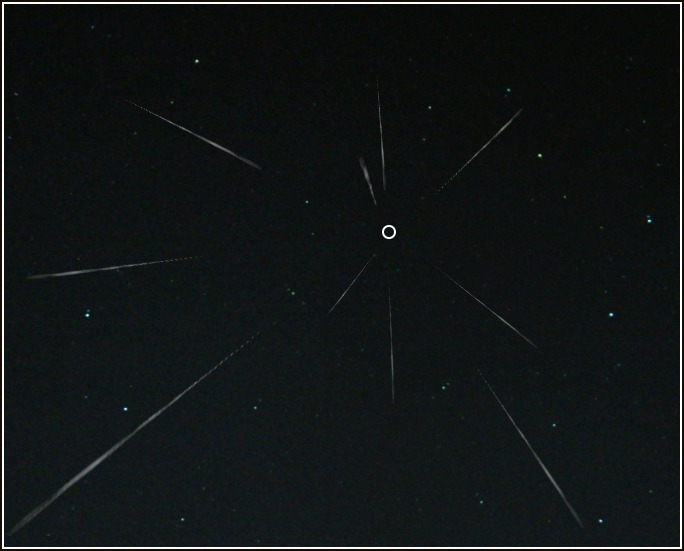
زخة شهب.

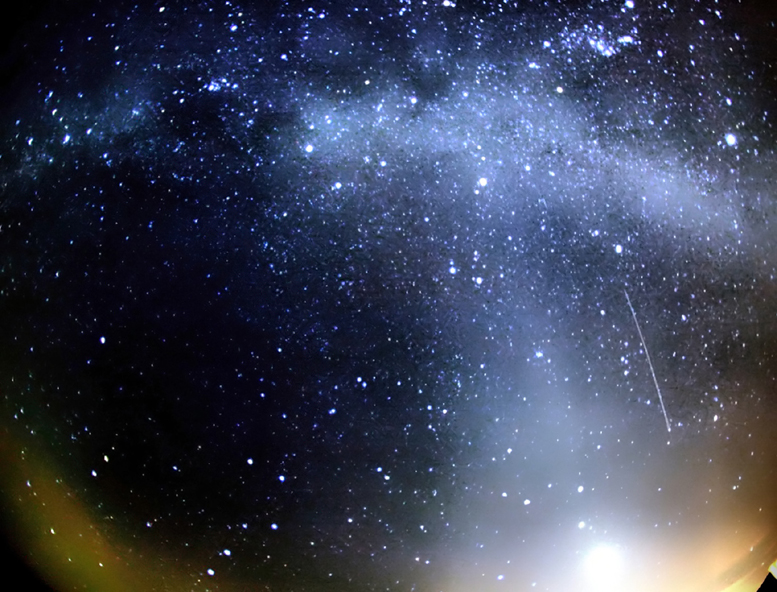
شهب الجباريات تصوير وكالة ناسا.

الجباريات (ملاحظة 1) هي زخة شهب تحدث في بدايات شهر أكتوبر وهي نسبة إلى كوكبة الجبار ترتبط مع المذنب هالي، وشهب الرباعيات لكوكبة العواء في الفترة من نهاية ديسمبر وحتى أوائل يناير ولكن يمكن مشاهدتها في مساحة واسعة من السماء. تشهد رقعة كوكبة الجبار زخة شهب دورية في منتصف إلى أواخر شهر أكتوبر من كل عام، تُسبِّبها بقايا مذنب هالي، وهي تُسمَّى زخة شهب الجباريات نسبة إلى الكوكبة التي تُشَاهَد فيها. وهي تُعَدّ منذ سنة 2006 إحدى أفضل زخات الشهب السنوية، حيث تصل أحياناً إلى معدل 60 شهاباً في الساعة. تصل الزخة ذروتها عادةً بين يومي 20 و22 من أكتوبر، ومعدَّلها المعتاد هو 20 شهاباً في الساعة لنصف الأرض الشمالي و40 شهاباً لنصف الأرض الجنوبي.

## الموقع
موقع شهب الجباريات يكون بين كوكبة الجبار وكوكبة التوأمان (في الجنوب الشرقي من السماء قبل الفجر، وكما ترى من المنتصف الشمالي لخطوط العرض). الوقت الأكثر نَشاطاً للزخة الشُهبْ الجباريات في الصَباح الباكر في 21 اكتوبر في الساعة 6 صباحاً في المنطقة الزمنية الشرقية في الولايات المتحدة، وفي المملكة المتحدة تكون في الساعة 11 صباحاً.

## معرض صور

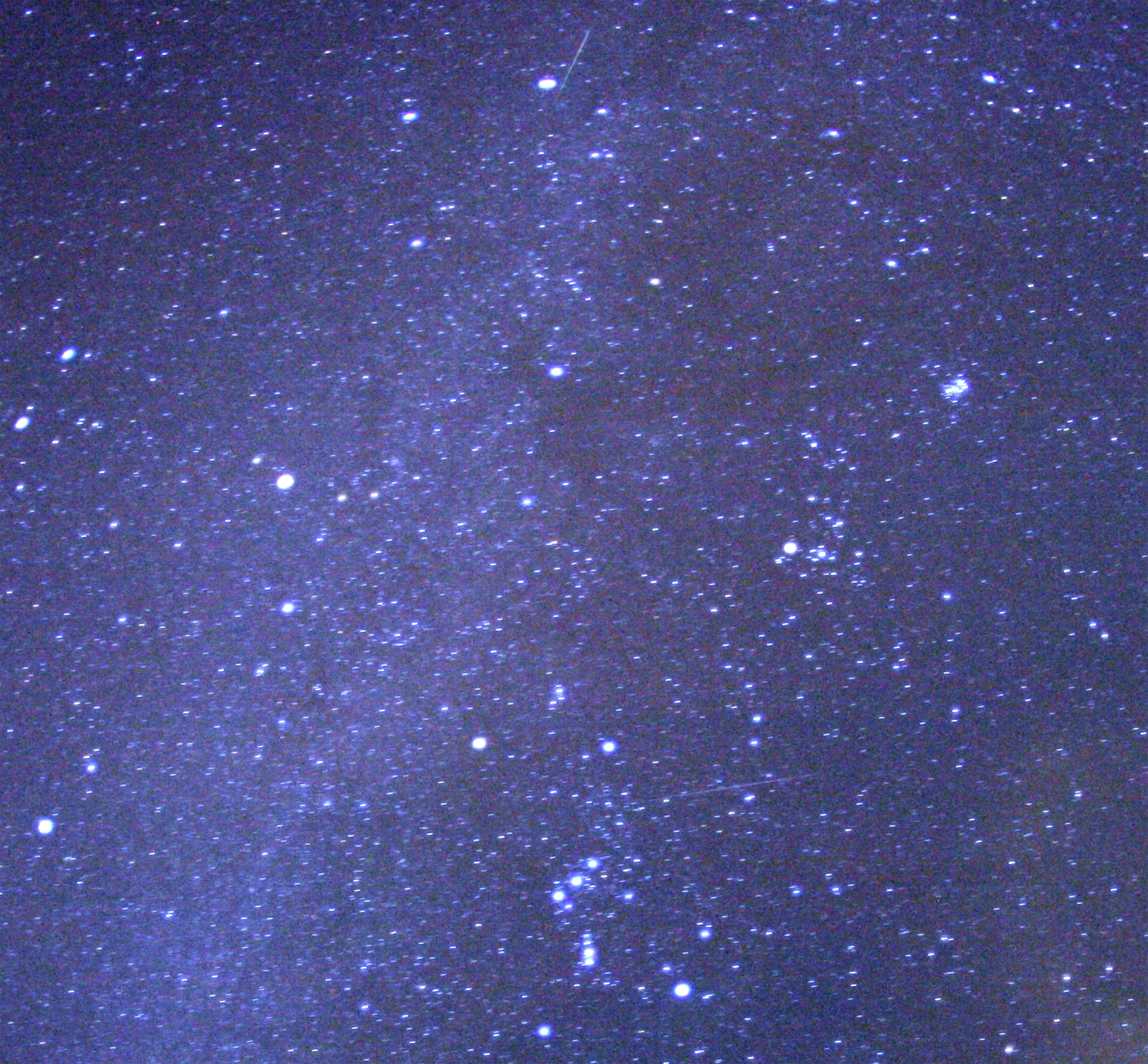
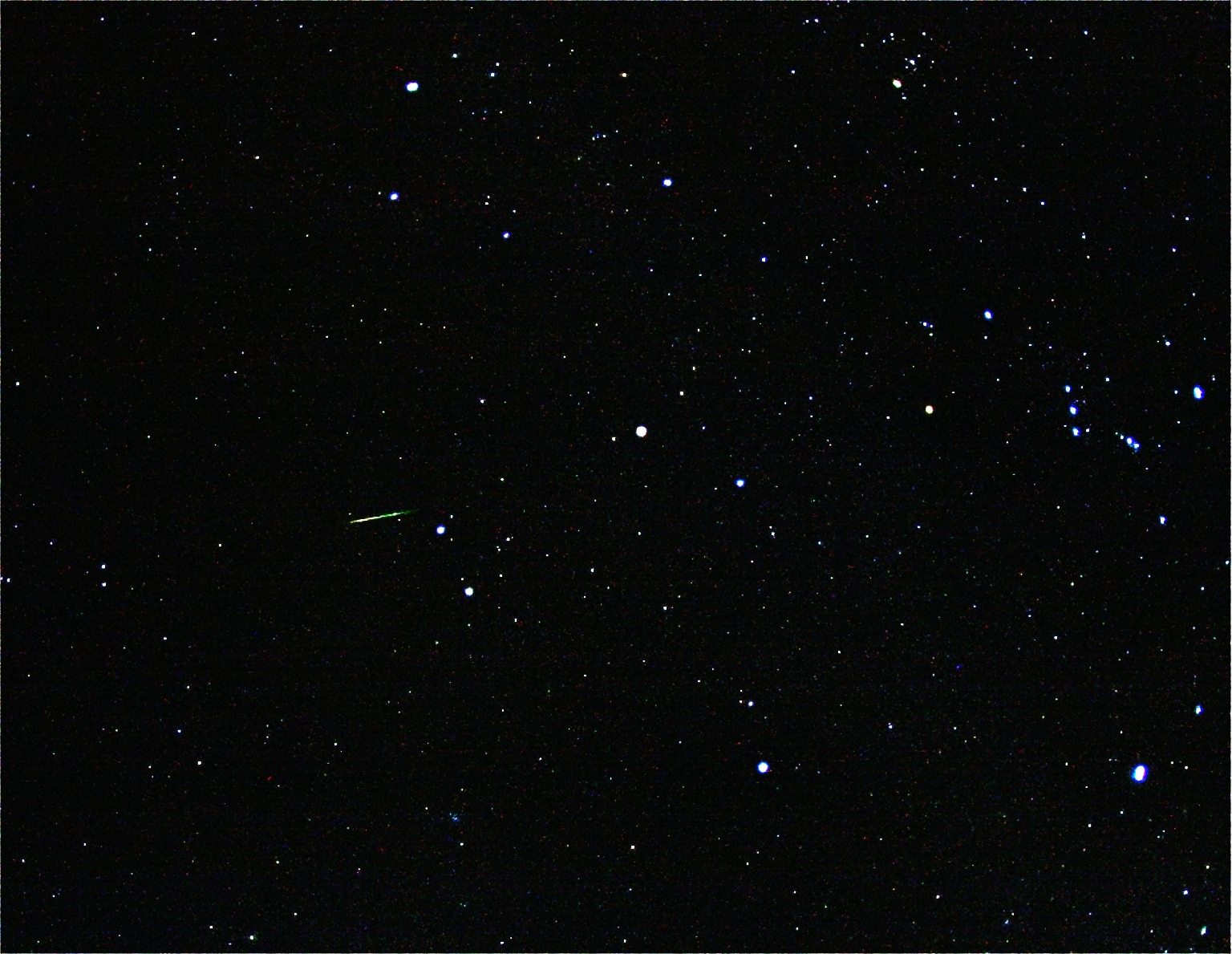
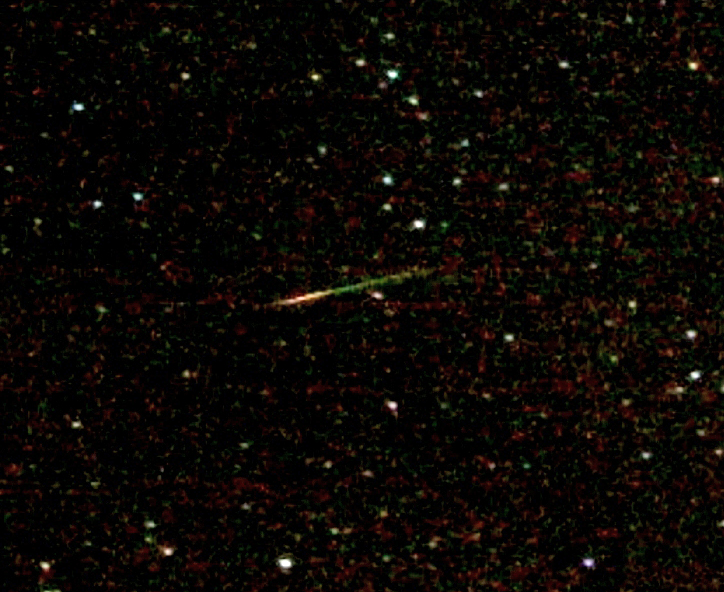
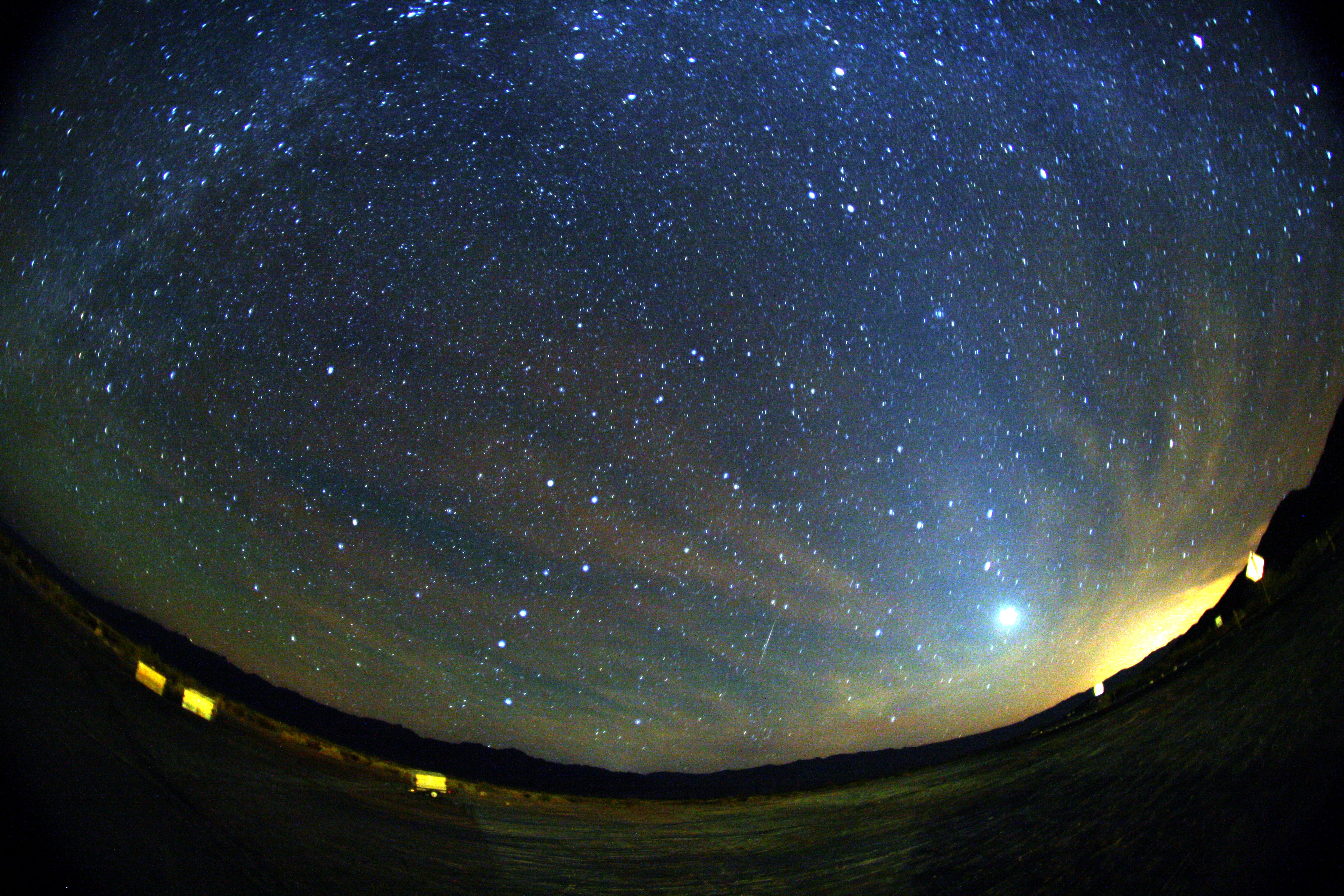
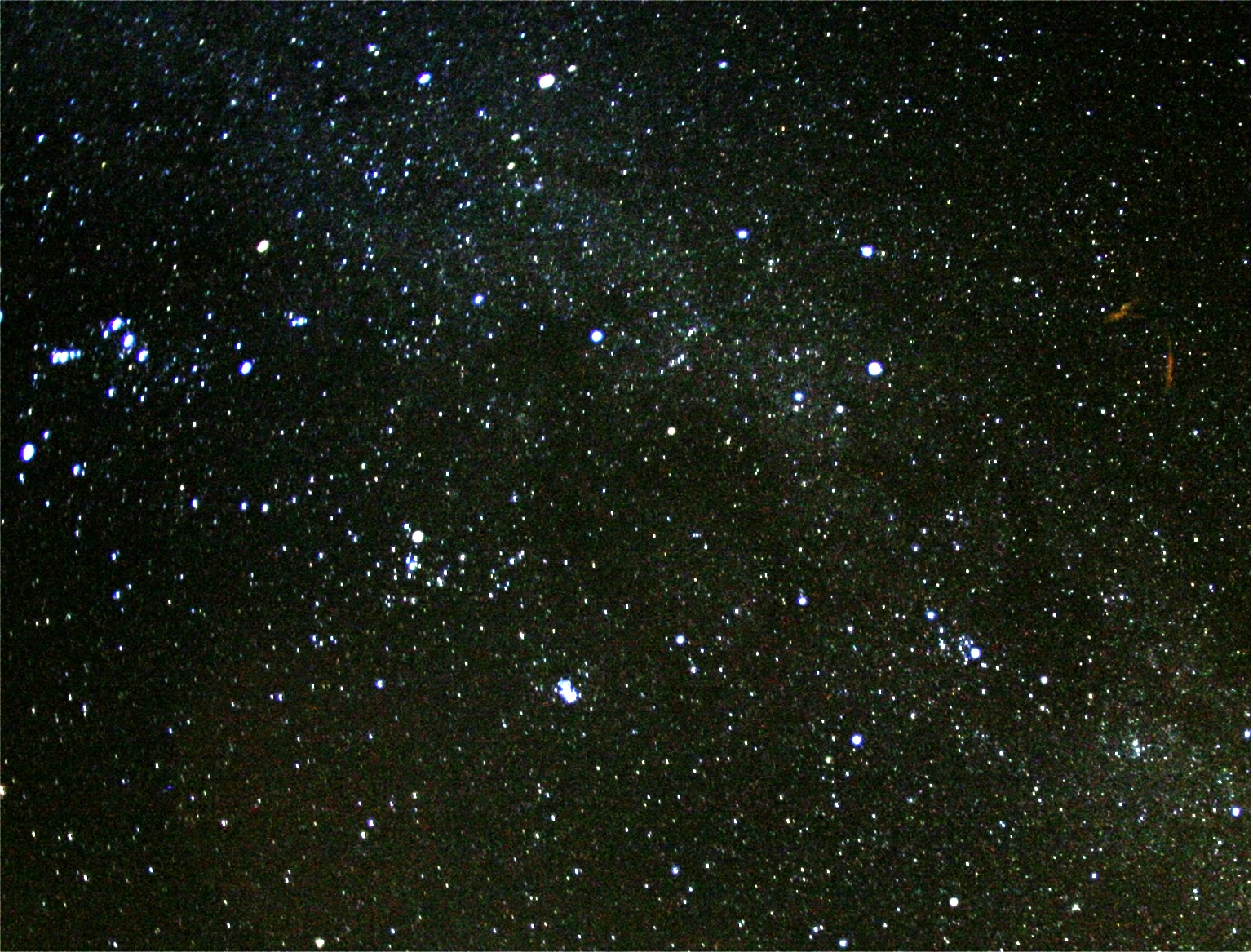
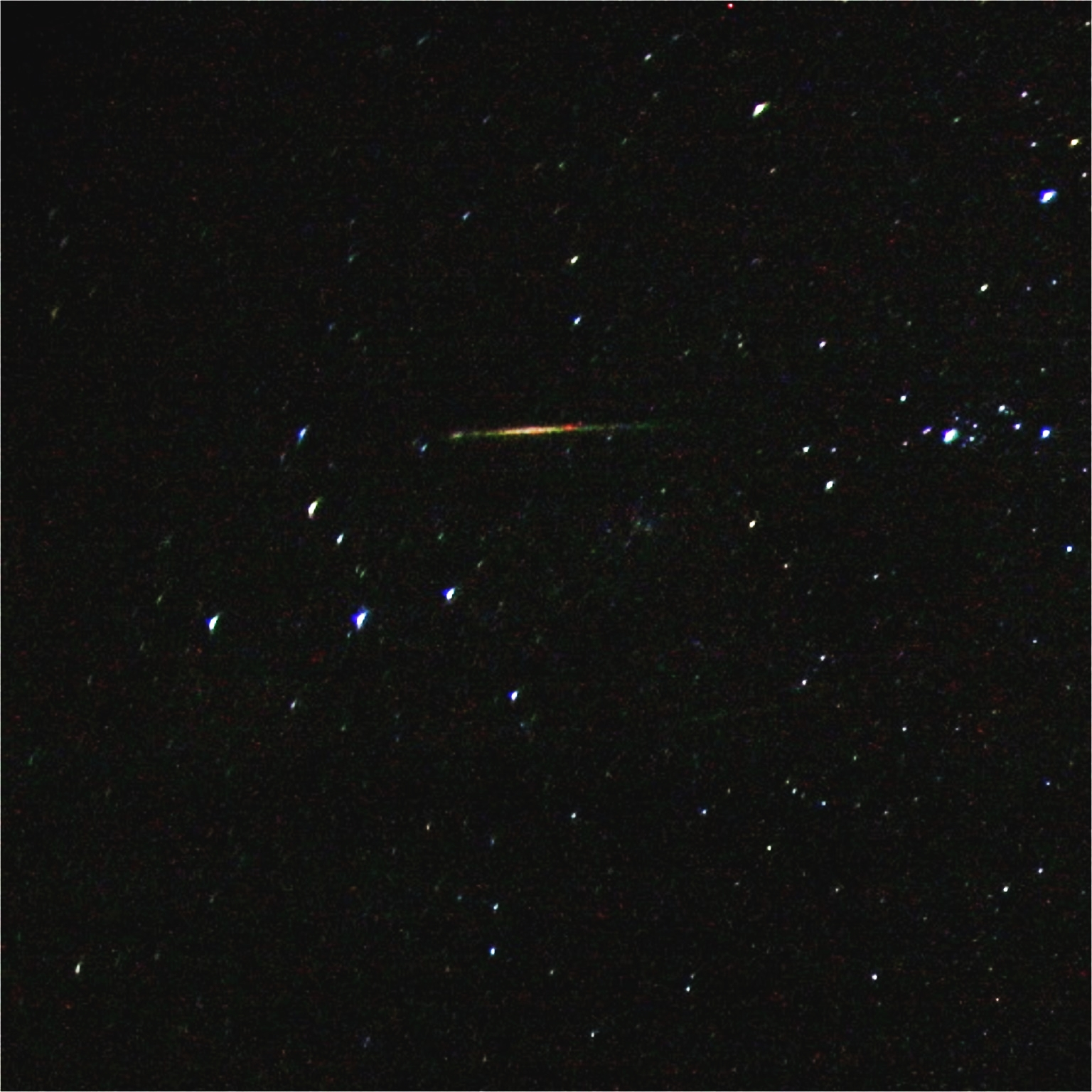

## اقرأ أيضاً
- الجبار (كوكبة)
- زخة شهب
- شهب البرشاويات
- كوكبة التوأمان
- شهب التوأميات

## هوامش
ملاحظة 1 يقابلها (بالإنجليزية: Orionids)‏.